# Enshin kaikan
Enshin kaikan (円心会館?) és un estil de full contact karate, fundat el 1988 per diferents dojos per karatekes de diferents països del món. L'enshin kaikan se centra molt en l'ús del tai sabaki, un sistema de tècniques que s'empren amb l'objectiu de convertir la força de l'oponent i l'impuls en contra el reposicionament de si mateix per a guanyar-lo.

## Tècnica
Les tècniques o kihon del enshin inclouen molts dels altres tipus de tècniques de karate, com puntades, cops de puny, cops, bloquejos i moviments defensius. No obstant això, a diferència de molts altres estils de karate, en l'enshin "també inclou: escombrats, agarraments, agarris i enderrocs que es poden trobar sovint en el judo, jiu-jitsu, i altres estils que inclouen el combat a terra.